# XIV округ (Будимпешта)
XIV округ (мађ. XIV. kerület) или Зугло (мађ. Zugló) је један од 23 округа Будимпеште. У овом округу налази се већи број знаменитости, укључујући и Трг хероја.
Формиран је 1935. године.